# Monte Tavan Bogd
O Tavan Bogd (em mongol:  Таван богд, lit. "cinco santos") é o monte mais alto Mongólia. O monte Tavan Bogd está localizado na província (aimag) de Bayan-Ölgiy e seu pico Hüiten é o ponto mais alto da  Mongólia com 4 374 metros acima do nível do mar. Além do Hüiten, o monte inclui quatro picos: Nairamdal, Malchin, Bürged (águia) e Olgii (pátria).
O Pico Nairamdal forma a tríplice fronteira entre a Mongólia, Rússia e a China (província de Xinjiang).

## Picos
Os principais picos do Tavan Bogd são:
| Nome           | Altura (metros) |
| -------------- | --------------- |
| Pico Hüiten    | 4 374           |
| Pico Nairamdal | 4 180           |
| Pico Bürged    | 4 068           |
| Pico Malchin   | 4 050           |
| Pico Olgii     | 4 050           |